# Kayaboğazı-Talsperre
Die Kayaboğazı-Talsperre (türkisch Kayaboğazı Barajı) befindet sich 30 km westlich der Provinzhauptstadt Kütahya in der gleichnamigen nordwesttürkischen Provinz.  
Die Talsperre wird vom Orhaneli Çayı (auch Kocaçay oder Kocasu Deresi) in nördlicher Richtung durchflossen.
Die Kayaboğazı-Talsperre wurde in den Jahren 1976–1987 als Erd-/Steinschüttdamm erbaut.
Sie dient der Bewässerung, dem Hochwasserschutz und der Trinkwasserversorgung.
Der Staudamm hat eine Höhe von 45 m über Gründungssohle und 38 m über Talsohle. Er besitzt ein Volumen von 627.000 m³. Der zugehörige etwa 5 km lange Stausee bedeckt eine Fläche von 4,2 km² und verfügt über einen Speicherraum von 38 Mio. m³. 
Die Talsperre dient der Bewässerung einer Fläche von 7080 ha.